# Boston Athenæum
Pour les articles homonymes, voir Athénée.
Le Boston Athenæum est une bibliothèque et une galerie d'art indépendante de la ville de Boston, dans l'État du Massachusetts, aux États-Unis. Le Boston Athenæum a été fondé en 1807 par des membres de l'Anthology Club, sur le modèle de celui de Liverpool, au Royaume-Uni.

## Historique

### 19e siècle
En 1805, Phineas Adams fonde l’organisation Anthology Society, regroupement d’hommes de la région de Boston. L’association produit le magazine The Monthly Anthology and Boston Review, publié entre 1804 et 1811. Celui-ci publiait des documents provenant d’ouvrages européens, d’essais originaux, de critiques et de sermons. Ce groupe avait pour objectif de créer une salle de lecture à Boston, établissement qui combinait « les avantages d’une bibliothèque publique [et qui contenait] les grandes œuvres de l’apprentissage et de la science dans toutes les langues. »
Le Boston Athenæum a été fondé en 1807 par des membres de l’Anthology Club. Ils s’inspirent du modèle de l’Athenæum and Lyceum, modèle dont les racines sont ancrées à Liverpool. Leur vision s’inscrivait dans la création d’une bibliothèque qui comprenait des livres en anglais et dans des langues étrangères, de faire l’acquisition d’une galerie de sculptures et de peintures, de collections de pièces de monnaie variées, et d’établir un laboratoire. Le financement de la bibliothèque provient essentiellement des abonnements et de dons.

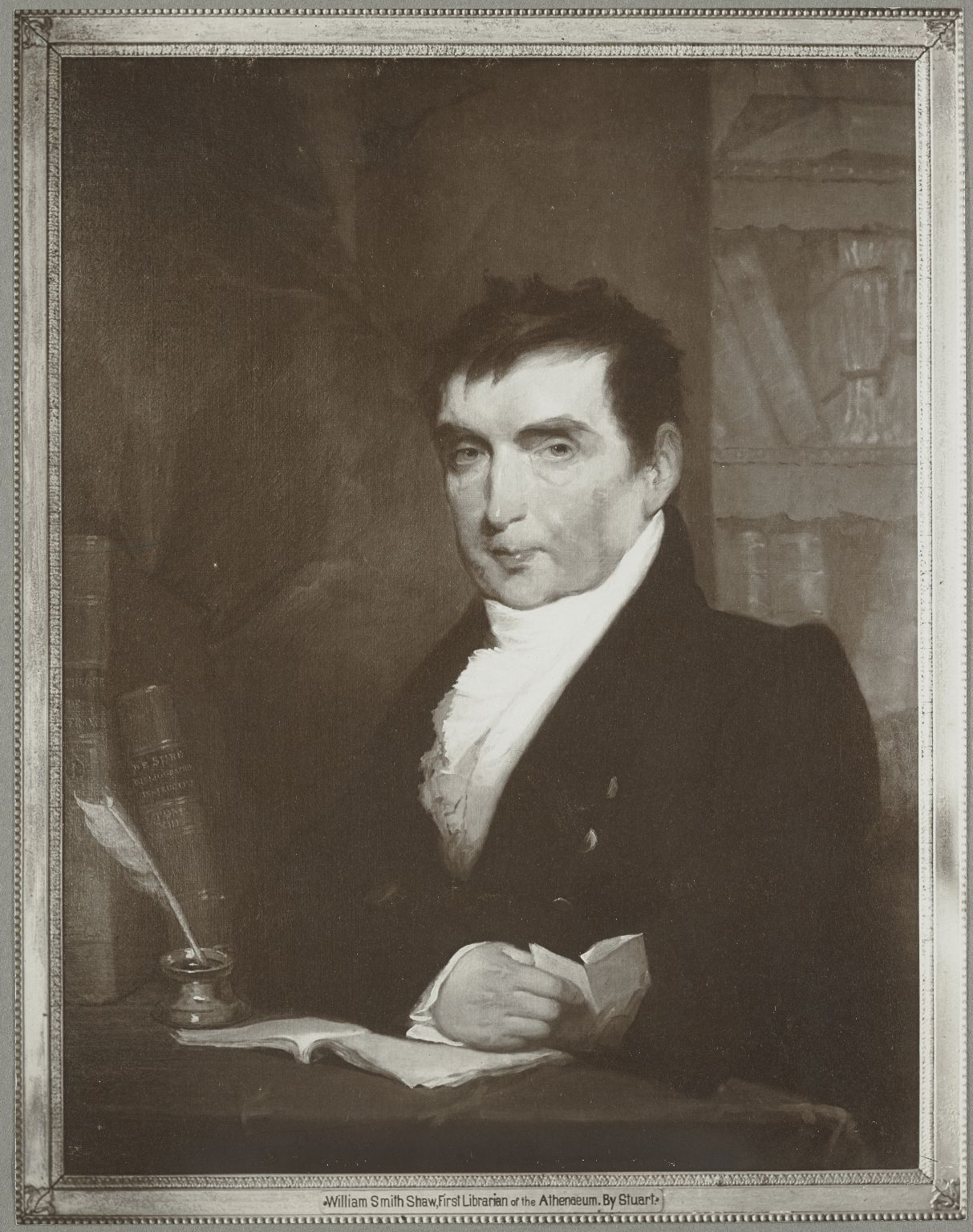
William Smith Shaw, premier bibliothécaire du Boston Athenaeum (c. 1807–1823).

William Smith Shaw était le premier bibliothécaire du Boston Athenæum. Shaw a joué un rôle clé dans le développement des collections ainsi que dans l’acquisition de nouvelles œuvres pour la bibliothèque.
Les premiers abonnements annuels étaient de 10 $. Seuls les clients qui payaient avaient accès à la bibliothèque, aux collections de livres et aux services offerts par l’Athenæum. Toutefois, les membres pouvaient être accompagnés d’un invité lors de leur passage à l’Athenæum. Ces abonnements permettaient de financer une partie de la bibliothèque.
Depuis sa fondation et jusqu'au milieu du XIXe siècle, le fonds de la bibliothèque a souvent déménagé. Dans les années 1840, le développement économique croissant de Boston entraîne une commercialisation rapide de la Pearl Street qui contraignait l’accès à la bibliothèque. Il devient nécessaire, pour les trustees, de trouver un nouveau bâtiment qui facilitera l’accès à l’Athenæum. En 1847-1849, l'architecte Edward Clarke Cabot construit un bâtiment de trois étages sur Beacon Street, tout près du Granary Burying Ground, endroit où elle se situe encore aujourd’hui. En 1849, la bibliothèque ouvre officiellement ces portes au public. Le premier étage accueillait le lobby, la salle de lecture et la galerie de sculpture, le deuxième étage était occupé par la Salle de lecture principale et le troisième était réservé à la galerie de photographies.

#### Création du musée des Beaux-Arts

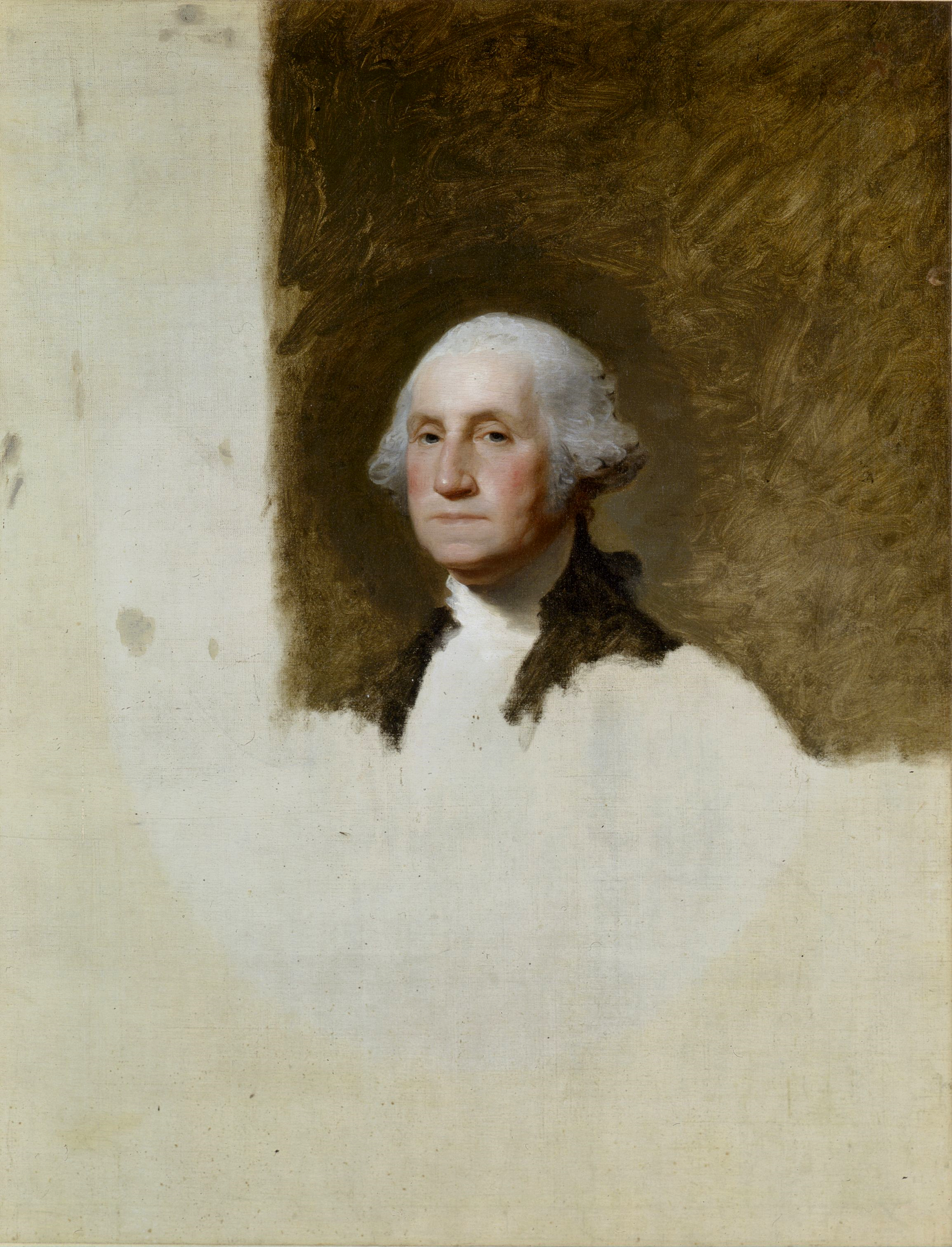
L'un des deux portraits inachevés de George Washington, réalisés par Gilbert Stuart en 1796.

Les fondateurs de la Boston Athenæum souhaitaient établir un établissement de connaissances où les clients avaient accès à de multiples formes d’art. La galerie a été créée en 1827 et sert de lieu d'exposition de photographies, de vieux livres. En 1870, des travaux sont entamés pour qu’un musée plus grand soit construit à côté de la bibliothèque. Le musée des Beaux-Arts de Boston ouvre officiellement ses portes au public en 1876. Le nouveau musée accueille des expositions permanentes et itinérantes sur divers sujet, passant de l’histoire antique à des sujets plus contemporains. En 1879, le premier étage était occupé des sculptures et moulages en plâtre d’antiquités provenant de Chypre et d’Égypte, tandis que des tableaux, des gravures et de l’art décoratif se retrouvaient au deuxième étage.

### 20e et 21e siècle
En 1913, à la veille de la Première Guerre mondiale, la bibliothèque est rénovée et surélevée de deux étages par Henry Forbes Bigelow.
L'ensemble des bâtiments de la bibliothèque sont classés monument historique en 1966.
Entre 1999 et 2002, différents chantiers ont été entrepris. Les rénovations visent à assurer un contrôle climatique dans tout l’édifice et à inclure de nouveaux espaces au sous-sol et au premier étage du bâtiment.
En 2005, la bibliothèque comptait 500 000 documents. Les thèmes les plus représentés sont l'histoire de Boston et de sa région, les beaux-arts et la littérature anglo-saxonne. La collection de la King's Chapel est composée de livres offerts par les souverains anglais Guillaume et Marie à la fin du XVIIe siècle.
En 2022, plusieurs agrandissements ont été effectués sur l’Athenæum. De nouveaux luminaires et un nouvel ascenseur entièrement vitré ont été installés dans le lobby. La bibliothèque pour enfants a été repensée afin de se concentrer les lecteurs de moins de six ans (vides sanitaires, zones de repos et étagères mobiles). Une nouvelle salle d’étude a été construite afin faire découvrir les collections aux cohortes de chercheurs universitaires, aux sorties scolaires et aux visites guidées spéciales, etc. À l’automne 2023, le bistro Folio devrait ouvrir ces portes. Celui-ci a été conçu dans l’optique d’être un carrefour social, c’est-à-dire un lieu de rencontre où les gens peuvent discuter.
Les membres paient 480 $ par année afin d’avoir accès aux services offerts par la bibliothèque.